# 格鲁吉亚统一共产党
格鲁吉亚统一共产党（羅馬化：Sakartvelos Ertiani Komunisturi Partia，缩写为SEKP）是格鲁吉亚的一个共产主义政党。该党成立于1994年。它的意识形态是共产主义、马克思列宁主义。它的政治立场是左翼。它的领袖是努格扎尔·沙尔沃维奇·阿瓦利亚尼。总部位于第比利斯。它是共产党和工人党国际会议、共产党联盟—苏联共产党的成员。